# Nazionale femminile di calcio dell'Australia
La nazionale di calcio femminile dell'Australia è la rappresentativa calcistica femminile internazionale della Australia, gestita dalla locale federazione calcistica (FA).
In base alla classifica emessa dalla FIFA il 16 agosto 2024, la nazionale femminile occupa il 15º posto del FIFA/Coca-Cola Women's World Ranking.
Come membro dell'AFC dal 2006 (fino ad allora membro dell'OFC), e membro della AFF (ASEAN Football Federation), partecipa a vari tornei di calcio internazionali, come al Campionato mondiale FIFA, alla Coppa d'Asia, alla Coppa delle nazioni oceaniane femminile, ai Giochi olimpici estivi e ai tornei ad invito come l'Algarve Cup o la Cyprus Cup.
Le giocatrici sono soprannominate Matildas, con riferimento alla canzone Waltzing Matilda, una sorta di "inno nazionale non ufficiale" dell'Australia.

## Storia

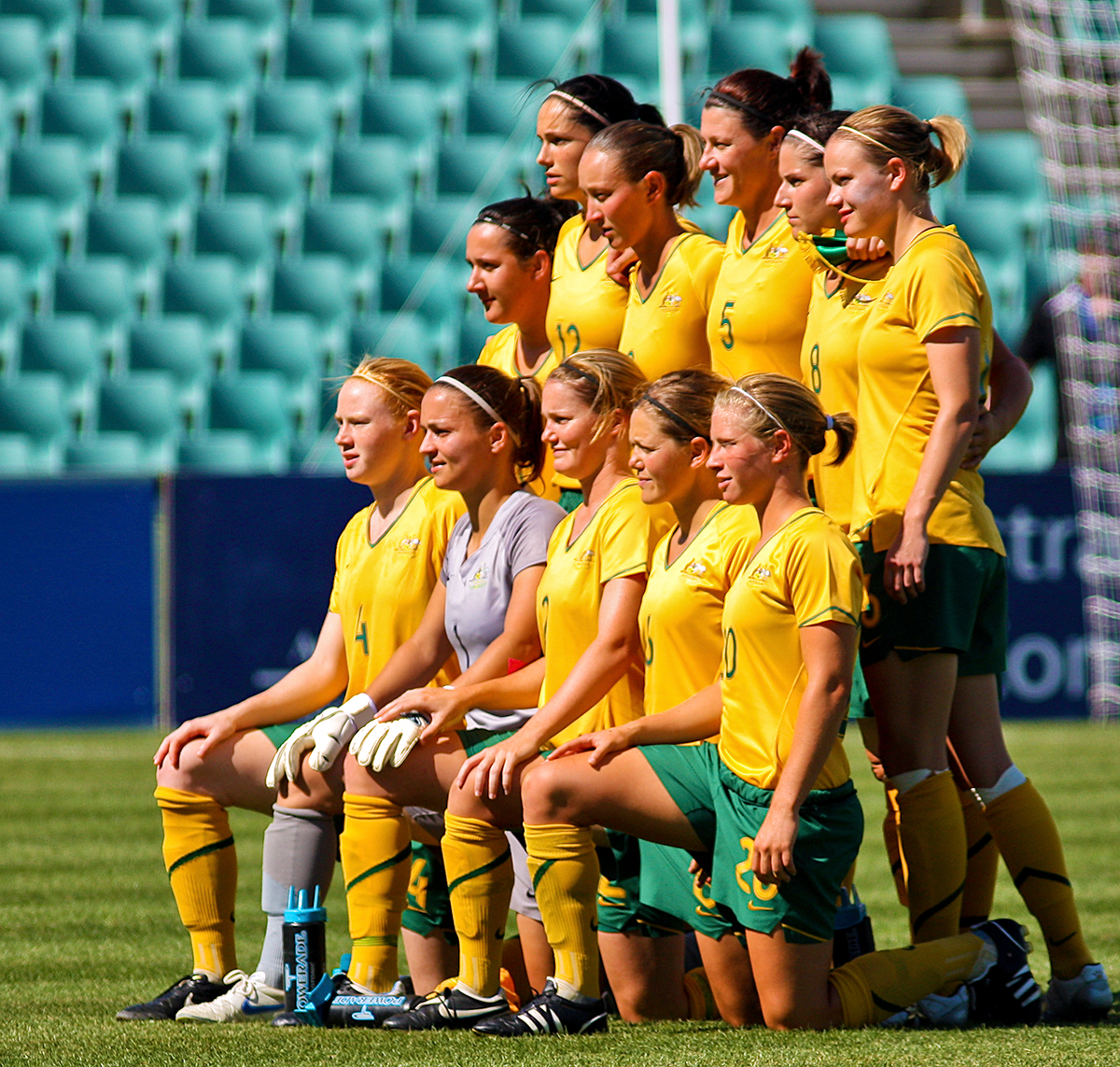
Formazione dell'Australia prima della sfida del gennaio 2009 contro l'.

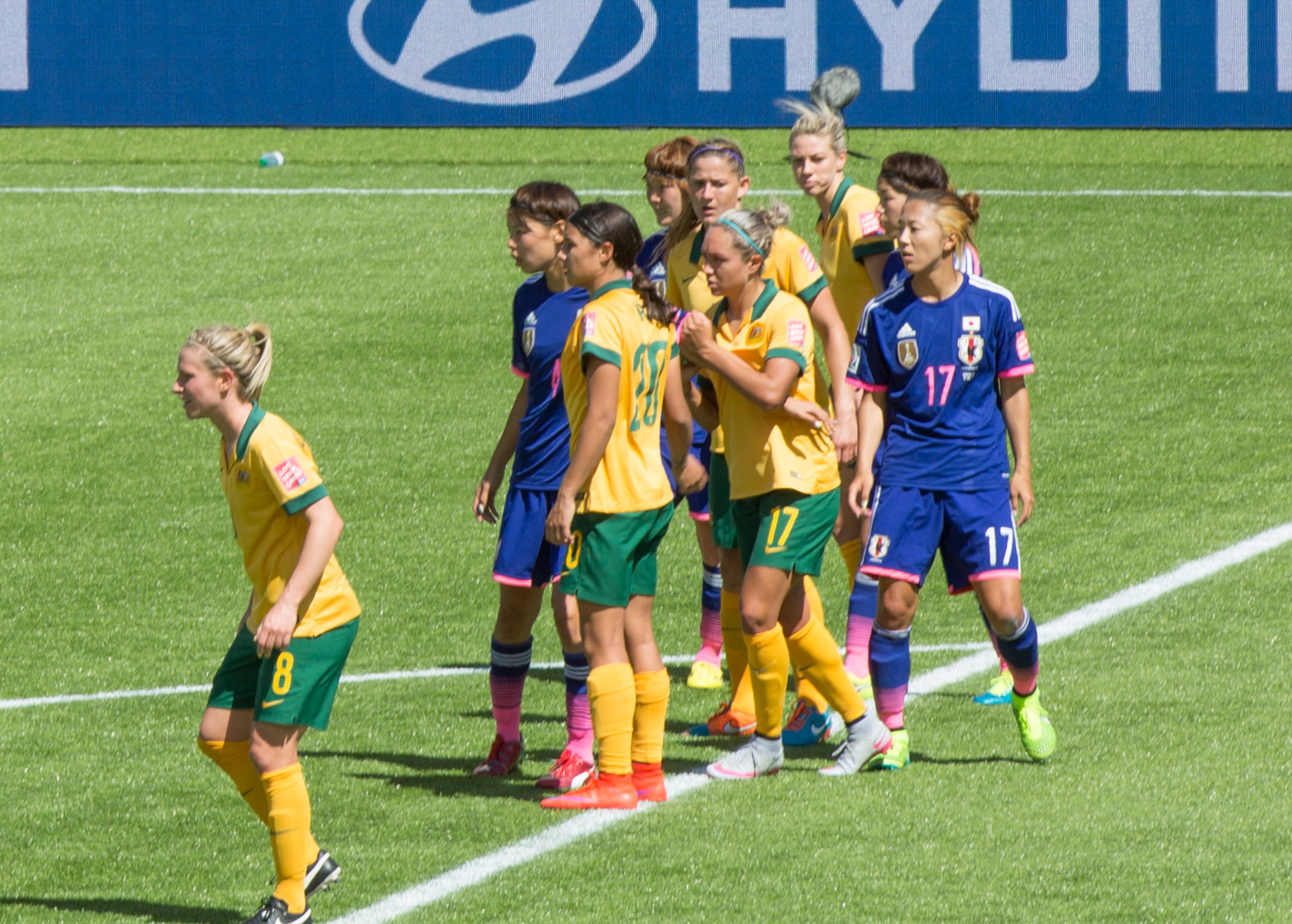
Fase di gioco del quarto di finale tra Australia e valevole per il campionato mondiale 2015.

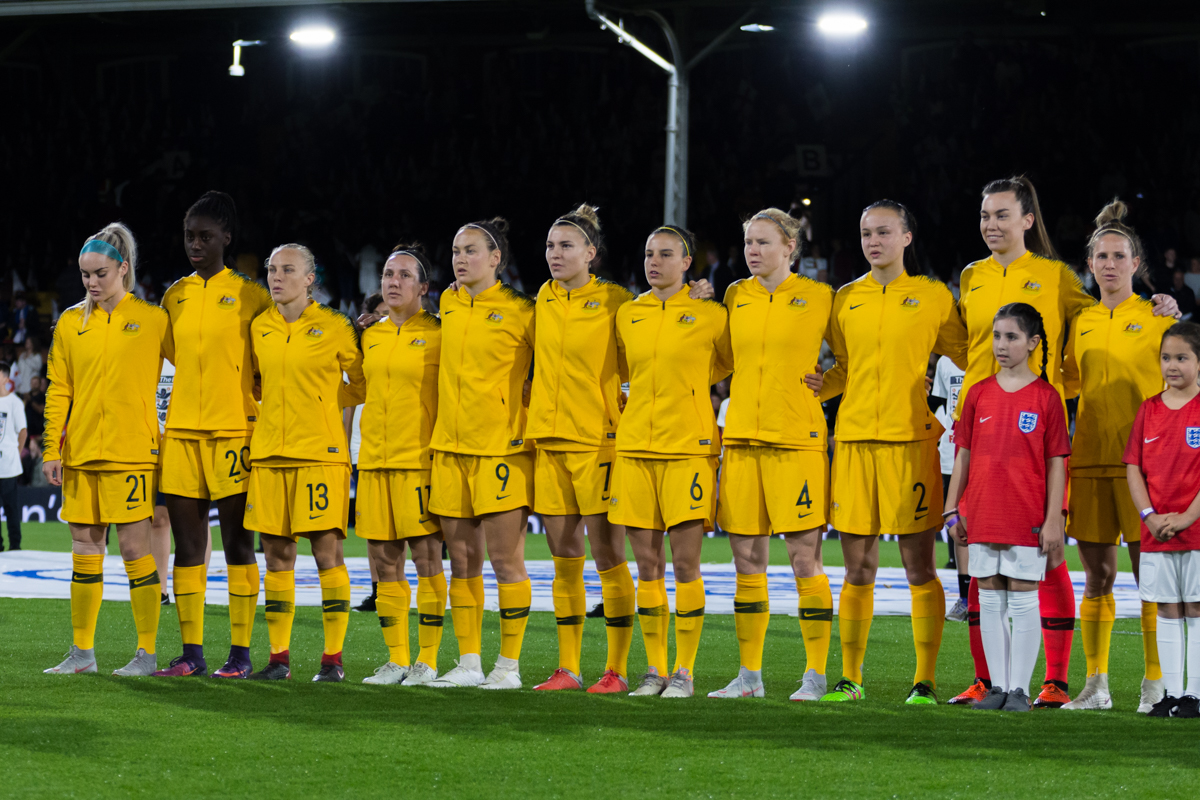
Formazione dell'Australia prima dell'amichevole del 9 ottobre 2018 contro l'.

Nel 1974 venne fondata la Australian Women's Soccer Association (AWSA) e nel 1975 la prima rappresentativa australiana partecipò alla prima edizione non ufficiale della Coppa d'Asia, esordendo il 25 agosto 1975 contro la Thailandia, perdendo 3-2, e concludendo il torneo al terzo posto dopo aver superato la Malaysia per 5-0. Nel 1978 una rappresentativa nazionale australiana venne assemblata con calciatrici prevalentemente provenienti dal Nuovo Galles del Sud e dall'Australia Occidentale, per partecipare alla prima edizione della Women's World Invitational Tournament, che si tenne a Taipei. La squadra, allenata da Jim Selby e capitanata da Connie Byrnes, concluse il torneo all'ottavo posto. La prima partita internazionale della nazionale australiana venne disputata il 6 ottobre 1979 contro la Nuova Zelanda, prima di una serie di amichevoli tra le due nazionali, e che si concluse in parità sul 2-2.
Nel 1983 la nazionale australiana, affiliata alla Oceania Football Confederation (OFC), partecipò alla prima edizione del torneo continentale oceaniano (coppa delle nazioni oceaniane femminile), classificandosi al secondo posto dietro la Nuova Zelanda, avendo perso la finale dopo i tempi supplementari. Analogo epilogo ebbe l'edizione 1986 del torneo, con le australiane sconfitte in finale da Taipei cinese. Sul finire degli anni ottanta l'Australia affrontò per la prima volta rappresentative nazionali americane ed europee sia in occasione dell'edizione 1987 del Women's World Invitational Tournament sia in occasione dell'edizione 1988 della FIFA Women's Invitation Tournament. L'edizione 1991 della coppa delle nazioni oceaniane femminile valse anche come qualificazione alla prima edizione del campionato mondiale femminile di calcio: le australiane conclusero il girone finale alle spalle della nazionale neozelandese, mancando la qualificazione al campionato mondiale per una peggiore differenza reti.
Le prestazioni della nazionale iniziarono a migliorare e arrivarono i primi successi: nel 1994 vinse per la prima volta la coppa delle nazioni oceaniane femminile, qualificandosi per la prima volta al campionato mondiale per l'edizione 1995. Nello stesso periodo le calciatrici della nazionale iniziarono ad essere chiamate Matildas dalla canzone Waltzing Matilda. Alla prima partecipazione al campionato mondiale la nazionale australiana venne sorteggiata nel girone C assieme a Stati Uniti, Cina e Danimarca, con le australiane che chiusero con tre sconfitte e l'eliminazione nella fase a gironi: dopo aver perso all'esordio per 5-0 dalle danesi, arrivò la sconfitta con la Cina per 4-2 con la prima rete nella competizione realizzata dall'australiana Angela Iannotta. L'ultima partita del girone vide l'Australia passare in vantaggio sulle campionesse in carica statunitensi, per poi perdere per 4-1. Con la vittoria della coppa delle nazioni oceaniane nel 1998 arrivò anche la qualificazione al campionato mondiale 1999. Anche in quest'edizione del mondiale le australiane, sorteggiate nel girone D con Cina, Svezia e Ghana, vennero eliminate nella fase a gironi, ma riuscirono a ottenere il primo punto col pareggio contro la nazionale ghanese per 1-1 nella prima partita del girone. Nonostante i progressivi miglioramenti della nazionale, per attirare maggiore attenzione sulla nazionale di calcio femminile, le Matildas posarono nude per un calendario sexy del 2000, con Amy Taylor in copertina.
Nel 2000 arrivò la prima partecipazione ai Giochi olimpici, che si tennero proprio in terra australiana a Sydney: le australiane pareggiarono la seconda partita contro la Svezia, perdendo le altre due partite del girone contro la Germania e il Brasile, venendo così eliminate dal torneo olimpico. Nel 2002, dopo che l'anno precedente si era concluso con sole tre partite disputate nel mese di gennaio, le attività della AWSA cessarono, la nazionale australiana di calcio femminile passò sotto il controllo della Football Federation Australia (FFA) e alcune calciatrici annunciarono l'addio alla nazionale. Nel 2003 la nazionale australiana, vincendo per la terza volta di fila la coppa delle nazioni oceaniane, partecipò al campionato mondiale 2003, venendo eliminata nuovamente nella fase a gironi con un solo pareggio (contro la Cina) e due sconfitte. Nel 2004 arrivò la qualificazione ai Giochi olimpici di Atene 2004, nei quali le Matildas riuscirono a superare la fase a gironi, ma vennero eliminate nei quarti di finale dalla nazionale svedese.
Nel 2006 la federazione australiana decise di lasciare l'OFC per affiliarsi all'Asian Football Confederation (AFC) e nello stesso anno ospitò l'edizione della Coppa d'Asia: al suo esordio nella manifestazione la nazionale australiana raggiunse la finale, dove venne sconfitta dalla nazionale cinese dopo i tiri di rigore e guadagnando l'accesso al campionato mondiale 2007 tramite i posti riservati all'AFC. La partita di esordio al mondiale cinese vide le Matildas conquistare la loro prima vittoria nel torneo, sconfiggendo il Ghana per 4-1. Pareggiando le due partite successive contro la Norvegia e il Canada, le australiane conclusero il girone al secondo posto e si qualificarono per la prima volta ai quarti di finale, dove vennero sconfitte per 3-2 ed eliminate dal Brasile.
Dopo un quarto posto ottenuto nel 2008, l'Australia conquistò la Coppa d'Asia per la prima volta nel 2010: dopo aver superato il girone al secondo posto, sconfissero in semifinale il Giappone e poi in finale la Corea del Nord dopo i tiri di rigore. Con la vittoria del torneo arrivò anche la qualificazione al campionato mondiale 2011. come nell'edizione precedente, la nazionale australiana superò la fase a gironi, accedendo ai quarti di finale, dove venne eliminata dalla Svezia. Al termine del torneo Caitlin Foord venne nominata miglior giovane calciatrice del torneo ed Elise Kellond-Knight venne inserita nell'All-Star Team del torneo. Nel campionato mondiale 2015, con l'allargamento del numero di squadre partecipanti da 16 a 24, l'Australia, superando la fase a gironi, venne ammessa agli ottavi di finale: superò il Brasile per 1-0 e raggiunse i quarti di finale, dove venne eliminata dalle campionesse in carica del Giappone per 1-0 grazie alla rete realizzata da Mana Iwabuchi sul finale della partita. Nel 2016 l'Australia tornò a partecipare ai Giochi olimpici di Rio de Janeiro, senza però superare lo scoglio dei quarti di finale, venendo eliminata dalle padrone di casa del Brasile dopo i tiri di rigore. Il 28 luglio 2017 la nazionale australiana ottenne la sua prima storica vittoria contro gli Stati Uniti nella prima edizione del Torneo delle Nazioni, grazie alla rete realizzata al 67º minuto da Tameka Butt. Col secondo posto conquistato al termine della Coppa d'Asia 2018, per la sconfitta in finale contro il Giappone, le Matildas hanno conquistato la settima partecipazione consecutiva al campionato mondiale.

## Partecipazione ai tornei internazionali
Legenda: Grassetto: Risultato migliore, Corsivo: Mancate partecipazioni

## Palmarès
- Coppa delle nazioni oceaniane femminile: 3

1994, 1998, 2003
- Coppa d'Asia: 1

2010
- AFF Women's Championship: 1

2008
- Tournament of Nations: 1

2017
- Cup of Nations: 2

2019, 2023

## Selezionatori
- 1978-1980:  Jim Selby
- 1981:  Trixie Tagg
- 1983-1984:  Jim Selby
- 1984:  Steve Darby
- 1986-1987:  Fred Robins
- 1988:  John Doyle
- 1989-1991:  Steve Darby
- 1994-1997:  Tom Sermanni
- 1997-1999:  Greg Brown
- 1999-2000:  Chris Tanzey
- 2001-2004:  Adrian Santrac
- 2005-2012:  Tom Sermanni
- 2013-2014:  Hesterine de Reus
- 2014-2019:  Alen Stajcic
- 2019-2020:  Ante Milicic
- 2020-2025:  Tony Gustavsson
- 2025-:  Joe Montemurro

## Tutte le rose

### Campionato mondiale
Coppa del Mondo FIFA 19951 Wheeler, 2 Cooper, 3 Oakley, 4 Murray, 5 Salisbury, 6 Tann, 7 Forman, 8 Gegenhuber, 9 Iannotta, 10 Hughes, 11 Janssen, 12 Watson, 13 Bartlett, 14 Pentecost, 15 Lembryk, 16 Casagrande, 17 Wainwright, 18 McMurtriel, 19 Claydon, 20 Nichols, CT: Sermanni
Coppa del Mondo FIFA 19991 Kitching, 2 Taylor, 3 Starr, 4 Cooper, 5 Bartlett, 6 Tann, 7 Casagrande, 8 Salisbury, 9 Murray, 10 Iannotta, 11 Black, 12 Swaffer, 13 Ferguson, 14 Peters, 15 Hepperlin, 16 Wilson, 17 Golebiowski, 18 Forman, 19 Alagich, 20 Wheeler, CT: Brown
Coppa del Mondo FIFA 20031 Kell, 2 Foster, 3 Wainwright, 4 Alagich, 5 Salisbury, 6 Davies, 7 Golebiowski, 8 Duus, 9 Mann, 10 Peters, 11 Garriock, 12 Barbieri, 13 Reuter, 14 Grant, 15 Karp, 16 Rockall, 17 Small, 18 Beattie, 19 Wilson, 20 Crawford, CT: Santrac
Coppa del Mondo FIFA 20071 Barbieri, 2 McShea, 3 Ferguson, 4 Alagich, 5 Salisbury, 6 Davies, 7 Garriock, 8 Munoz, 9 Walsh, 10 Peters, 11 De Vanna, 12 Gill, 13 Slatyer, 14 McCallum, 15 Shipard, 16 Colthorpe, 17 Small, 18 Williams, 19 Polkinghorne, 20 Burgess, 21 Wirkus, CT: Sermanni
Coppa del Mondo FIFA 20111 Barbieri, 2 Allen, 3 Carroll, 4 Polkinghorne, 5 Alleway, 6 Perry, 7 Garriock, 8 Kellond-Knight, 9 Foord, 10 Uzunlar, 11 De Vanna, 12 van Egmond, 13 Butt, 14 McCallum, 15 Shipard, 16 Colthorpe, 17 Simon, 18 Williams, 19 Khamis, 20 Kerr, 21 Dumont, CT: Sermanni
Coppa del Mondo FIFA 20151 Williams, 2 Crummer, 3 Sykes, 4 Polkinghorne, 5 Alleway, 6 Uzunlar, 7 Catley, 8 Kellond-Knight, 9 Foord, 10 van Egmond, 11 De Vanna, 12 Khamis, 13 Butt, 14 Kennedy, 15 Polias, 16 Raso, 17 Simon, 18 Barbieri, 19 Gorry, 20 Kerr, 21 Arnold, 22 Bolger, 23 Heyman, CT: Stajcic
Coppa del Mondo FIFA 20191 Williams, 2 Simon, 3 Luik, 4 Polkinghorne, 5 Roestbakken, 6 Logarzo, 7 Catley, 8 Kellond-Knight, 9 Foord, 10 van Egmond, 11 De Vanna, 12 Micah, 13 Yallop, 14 Kennedy, 15 Gielnik, 16 Raso, 17 Fowler, 18 Arnold, 19 Gorry, 20 Kerr, 21 Carpenter, 22 Harrison, 23 Allen, CT: Milicic
Coppa del Mondo FIFA 20231 Williams, 2 Nevin, 3 Luik, 4 Polkinghorne, 5 Vine, 6 Wheeler, 7 Catley, 8 Chidiac, 9 Foord, 10 van Egmond, 11 Fowler, 12 Micah, 13 Yallop, 14 Kennedy, 15 Hunt, 16 Raso, 17 Simon, 18 Arnold, 19 Gorry, 20 Kerr, 21 Carpenter, 22 Grant, 23 Cooney-Cross, CT: Gustavsson

### Giochi olimpici
Calcio ai Giochi Olimpici Estivi 20001 Wheeler, 2 McShea, 3 Starr, 4 Garriock, 5 Alagich, 6 Tann, 7 Forman, 8 Salisbury, 9 Murray, 10 Hughes, 11 Black, 12 Duus, 13 Ferguson, 14 Wainwright, 15 Hepperlin, 16 Wilson, 17 Golebiowski, 18 Trimboli, 19 Casagrande, 20 Small, 21 Taylor, 22 Butland, CT: Tanzey
Calcio ai Giochi Olimpici Estivi 20041 Kell, 2 Davies, 3 Wainwright, 4 Alagich, 5 Salisbury, 6 Shipard, 7 Walsh, 8 Garriock, 9 Ledbrook, 10 Peters, 11 De Vanna, 12 Reuter, 13 Slatyer, 14 Foster, 15 Karp, 16 Kuralay, 17 Small, 18 Barbieri, 19 Taylor, 20 Blayney, 21 Harch, CT: Santrac
Calcio ai Giochi Olimpici Estivi 20161 Williams, 2 Crummer, 3 Gorry, 4 Polkinghorne, 5 Alleway, 6 Logarzo, 7 Catley, 8 Kellond-Knight, 9 Foord, 10 van Egmond, 11 De Vanna, 12 Carpenter, 13 Butt, 14 Kennedy, 15 Kerr, 16 Heyman, 17 Simon, 18 Arnold, CT: Stajcic
Calcio ai Giochi Olimpici Estivi 20201 Williams, 2 Kerr, 3 Cooney-Cross, 4 Polkinghorne, 5 Luik, 6 Logarzo, 7 Catley, 8 Kellond-Knight, 9 Foord, 10 van Egmond, 11 Fowler, 12 Carpenter, 13 Yallop, 14 Kennedy, 15 Gielnik, 16 Raso, 17 Simon, 18 Micah, 19 Nevin, 20 Grant, 21 Brock, 22 Arnold, CT: Gustavsson
Calcio ai Giochi Olimpici Estivi 20241 Arnold, 2 Heyman, 3 Torpey, 4 Polkinghorne, 5 Vine, 6 Gorry, 7 Catley, 8 Cooney-Cross, 9 Foord, 10 van Egmond, 11 Fowler, 12 Carpenter, 13 Yallop, 14 Kennedy, 15 Hunt, 16 Raso, 17 Wheeler, 18 Micah, CT: Gustavsson

### Coppa d'Asia
Coppa d'Asia femminile 20101 Barbieri, 2 Reuter, 3 Polkinghorne, 4 Colthorpe, 5 Uzunlar, 6 Garriock, 7 Walsh, 8 Ledbrook, 9 De Vanna, 10 Gill, 11 Slatyer, 12 McCallum, 13 Shipard, 14 Kellond-Knight, 17 Simon, 18 Williams, 19 Khamis, 22 Kerr, 23 Carroll, 24 Butt, 25 Dumont, 27 Luik, 31 Allen, CT: Sermanni
Coppa d'Asia femminile 20141 Davey, 2 Allen, 3 Carroll, 4 Polkinghorne, 5 Alleway, 6 Khamis, 7 Raso, 8 Kellond-Knight, 9 Foord, 10 van Egmond, 11 De Vanna, 12 Gill, 13 Butt, 14 Kennedy, 15 Bolger, 16 Catley, 17 Polias, 18 Williams, 19 Gorry, 20 Kerr, 21 Dumont, 22 Sykes, 23 Heyman, 24 Checker, 25 Harrison, CT: Stajcic
Coppa d'Asia femminile 20181 Williams, 2 Cooper, 3 Luik, 4 Polkinghorne, 5 Alleway, 6 Logarzo, 7 Catley, 8 Kellond-Knight, 9 Chidiac, 10 van Egmond, 11 De Vanna, 12 Dumont, 13 Butt, 14 Kennedy, 15 Gielnik, 16 Raso, 17 Simon, 18 Arnold, 19 Gorry, 20 Kerr, 21 Carpenter, 22 Crummer, 23 Heyman, CT: Stajcic

## Rosa
Lista delle 18 giocatrici convocate dal selezionatore Tony Gustavsson per il torneo femminile di calcio ai Giochi della XXXIII Olimpiade, in programma dal 24 luglio al 9 agosto 2024. A queste si aggiungono Sharn Freier, Charlotte Grant, Courtney Nevin e Lydia Williams, indicate come riserve. Presenze e reti al momento delle convocazioni.
| N. | Pos. | Giocatore          | Data nascita (età)         | Pres. | Reti | Squadra             |
| -- | ---- | ------------------ | -------------------------- | ----- | ---- | ------------------- |
| 1  | P    | Mackenzie Arnold   | 25 febbraio 1994 (30 anni) | 49    | 0    | West Ham            |
| 2  | A    | Michelle Heyman    | 4 luglio 1988 (36 anni)    | 66    | 26   | Canberra United     |
| 3  | D    | Kaitlyn Torpey     | 17 marzo 2000 (24 anni)    | 5     | 1    | San Diego Wave      |
| 4  | D    | Clare Polkinghorne | 1º febbraio 1989 (35 anni) | 167   | 16   | Kristianstads DFF   |
| 5  | A    | Cortnee Vine       | 9 aprile 1998 (26 anni)    | 29    | 3    | Sydney FC           |
| 6  | C    | Katrina Gorry      | 13 agosto 1992 (31 anni)   | 107   | 17   | West Ham            |
| 7  | D    | Stephanie Catley   | 26 gennaio 1994 (30 anni)  | 126   | 5    | Arsenal             |
| 8  | C    | Kyra Cooney-Cross  | 15 febbraio 2002 (22 anni) | 45    | 0    | Arsenal             |
| 9  | A    | Caitlin Foord      | 11 novembre 1994 (29 anni) | 123   | 36   | Arsenal             |
| 10 | C    | Emily van Egmond   | 12 luglio 1993 (31 anni)   | 144   | 31   | San Diego Wave      |
| 11 | A    | Mary Fowler        | 14 febbraio 2003 (21 anni) | 53    | 15   | Manchester City     |
| 12 | D    | Ellie Carpenter    | 28 aprile 2000 (24 anni)   | 77    | 4    | Olympique Lione     |
| 13 | C    | Tameka Yallop      | 16 giugno 1991 (33 anni)   | 124   | 13   | Brisbane Roar       |
| 14 | D    | Alanna Kennedy     | 21 gennaio 1995 (29 anni)  | 124   | 9    | Manchester City     |
| 15 | D    | Clare Hunt         | 12 marzo 1999 (25 anni)    | 20    | 0    | Paris Saint-Germain |
| 16 | A    | Hayley Raso        | 5 settembre 1994 (29 anni) | 87    | 18   | Real Madrid         |
| 17 | C    | Clare Wheeler      | 14 gennaio 1998 (26 anni)  | 21    | 2    | Everton             |
| 18 | P    | Teagan Micah       | 20 ottobre 1997 (26 anni)  | 17    | 0    | Liverpool           |

## Record individuali
Aggiornato al 25 aprile 2019; in grassetto le calciatrici in attività.

### Record presenze
| Nome                 | Anni      | Presenze | Reti |
| -------------------- | --------- | -------- | ---- |
| Cheryl Salisbury     | 1994-2009 | 151      | 38   |
| Lisa De Vanna        | 2004-     | 147      | 47   |
| Heather Garriock     | 1999-2011 | 130      | 20   |
| Clare Polkinghorne   | 2006-     | 116      | 9    |
| Joanne Peters        | 1996-2009 | 110      | 28   |
| Elise Kellond-Knight | 2007-     | 106      | 1    |
| Anissa Tann          | 1988-2002 | 102      | 8    |

### Record reti
| Nome             | Anni      | Presenze | Reti |
| ---------------- | --------- | -------- | ---- |
| Lisa De Vanna    | 2004-     | 147      | 47   |
| Kate Gill        | 2004-2015 | 86       | 41   |
| Cheryl Salisbury | 1994-2009 | 151      | 38   |
| Sarah Walsh      | 2004-2012 | 70       | 32   |
| Samantha Kerr    | 2009-     | 127      | 68   |
| Joanne Peters    | 1996-2009 | 110      | 28   |